# Dyskografia Jamesa Blunta
Dyskografia Jamesa Blunta – brytyjskiego wokalisty składa się z czterech albumów studyjnych, dwóch albumów koncertowych, dziesięciu minialbumów, dwudziestu jeden singli (w tym dwóch z gościnnym udziałem) oraz czterech wideo.
Debiutancki album studyjny, zatytułowany Back to Bedlam został wydany 11 października 2004 roku. Uzyskał on status multiplatynowej płyty w wielu krajach, między innymi jedenastokrotnej platynowej płyty w Wielkiej Brytanii, podwójnej platynowej płyty w Stanach Zjednoczonych, czternastokrotnej platynowej płyty w Irlandii oraz dziewięciokrotnej platynowej płyty w Australii. Dwa pierwsze single z albumu „High” i „Wisemen” uplasowały się odpowiednio na 16. i 23. pozycji w notowaniu UK Singles Chart. Na kolejny singel wybrano utwór „You’re Beautiful”, który uzyskał status podwójnej platynowej płyty w Kanadzie i Stanach Zjednoczonych, platynowej płyty w Australii, Niemczech, Szwecji, Wielkiej Brytanii i we Włoszech oraz złotej płyty w Austrii, Belgii i w Szwajcarii. Czwartym singlem został utwór „Goodbye My Lover”, który stał się drugim singlem numer jeden w karierze Blunta w Szwecji. Ostatnim singlem z płyty był utwór „No Bravery”, który notowany był na 15. miejscu na liście przebojów we Francji. Do marca 2015 roku w Wielkiej Brytanii zostało sprzedanych 3 310 000 kopii albumu, co spowodowało, że stał się on trzecim najlepiej sprzedającym się albumem XXI wieku w tym kraju.
W 2006 roku wydane zostało pierwsze DVD wokalisty Chasing Time: The Bedlam Sessions, które uzyskało status pięciokrotnej platynowej płyty w Australii, podwójnej platynowej płyty w Wielkiej Brytanii, platynowej płyty w Niemczech oraz złotej płyty w Szwecji.
23 lipca 2007 roku ukazał się singel „1973”, który promował drugi album studyjny Blunta, All the Lost Souls. Album dotarł do szczytu list przebojów w Australii, Austrii, Francji, Irlandii, Niemczech, Nowej Zelandii, Szwajcarii, Walonii, Wielkiej Brytanii oraz we Włoszech. Drugim singlem został utwór „Same Mistake”, który zadebiutował na 57. pozycji w notowaniu UK Singles Chart. Kolejnymi singlami pochodzącymi z tego wydawnictwa są „Carry You Home”, „I Really Want You” i „Love, Love, Love”.
W 2010 roku wydany został trzeci album studyjny, zatytułowany Some Kind of Trouble, który zadebiutował na 11. miejscu w notowaniu Billboard 200, sprzedając się sprzedając się w pierwszym tygodniu w nakładzie 26. tysięcy kopii. Stał on się też trzecim albumem numer jeden w karierze Blunta w Szwajcarii. Na całym świecie tylko w 2010 roku sprzedano ponad 900 000 egzemplarzy albumu. Pierwszy singel „Stay the Night” osiągnął status platynowej płyty w Australii oraz złotej w Niemczech i w Nowej Zelandii. Następnymi singlami z płyty były „So Far Gone”, „If Time Is All I Have”, „I’ll Be Your Man” oraz „Dangerous”.
Czwarty album Blunta, Moon Landing został wydany 21 października 2013 roku i uzyskał status platynowej płyty w Australii, Francji, Szwajcarii i w Wielkiej Brytanii, potrójnej złotej płyty w Niemczech oraz złotej płyty w Austrii, Kanadzie i Nowej Zelandii. Album promował singel „Bonfire Heart”, który uplasował się na szczycie list przebojów w Austrii, Niemczech i w Szwajcarii. Drugi singel z płyty „Heart to Heart” osiągnął status platynowej płyty we Włoszech i złotej płyty w Australii, gdzie w 2014 roku zostało sprzedanych ponad 35 000 egzemplarzy. Następnym singlem został utwór „Postcards”, który tak jak poprzedni singel Blunta był notowany na 10. miejscu na liście przebojów w Austrii. Na czwarty singel z płyty wybrano utwór „When I Find Love Again”, który zadebiutował na 78. pozycji w notowaniu UK Singles Chart.
Do kwietnia 2015 roku, zostało sprzedanych na całym świecie 20 milionów egzemplarzy albumów oraz 17 milionów kopii utworów wokalisty.

## Albumy studyjne
| Rok  | Dane dot. albumu                                                                                                   | Najwyższe pozycje na listach | Najwyższe pozycje na listach | Najwyższe pozycje na listach | Najwyższe pozycje na listach | Najwyższe pozycje na listach | Najwyższe pozycje na listach | Najwyższe pozycje na listach | Najwyższe pozycje na listach | Najwyższe pozycje na listach | Najwyższe pozycje na listach | Najwyższe pozycje na listach | Najwyższe pozycje na listach | Najwyższe pozycje na listach | Najwyższe pozycje na listach | Najwyższe pozycje na listach | Najwyższe pozycje na listach | Najwyższe pozycje na listach | Najwyższe pozycje na listach | Najwyższe pozycje na listach | Najwyższe pozycje na listach | Najwyższe pozycje na listach | Certyfikat | Sprzedaż |
| Rok  | Dane dot. albumu                                                                                                   | UK                           | AUS                          | AUT                          | BEL (FLA)                    | BEL (WAL)                    | CAN                          | DEN                          | ESP                          | FIN                          | FRA                          | GER                          | IRL                          | ITA                          | NLD                          | NOR                          | NZL                          | POL                          | POR                          | SWE                          | SWI                          | USA                          | Certyfikat | Sprzedaż |
| ---- | --- | ---------------------------- | ---------------------------- | ---------------------------- | ---------------------------- | ---------------------------- | ---------------------------- | ---------------------------- | ---------------------------- | ---------------------------- | ---------------------------- | ---------------------------- | ---------------------------- | ---------------------------- | ---------------------------- | ---------------------------- | ---------------------------- | ---------------------------- | ---------------------------- | ---------------------------- | ---------------------------- | ---------------------------- | --- | --- |
| 2004 | Back to Bedlam - Wydany: 11 października 2004 - Wytwórnia: Atlantic Records - Format: CD, digital download, LP     | 1                            | 1                            | 1                            | 1                            | 1                            | 1                            | 1                            | 7                            | 10                           | 2                            | 1                            | 1                            | 5                            | 2                            | 1                            | 1                            | 30                           | 2                            | 1                            | 1                            | 2                            | - UK: 11× platyna - AUS: 9× platyna - AUT: 2× platyna - BEL: 3× platyna - CAN: 6× platyna - FIN: złoto - FRA: złoto - GER: 9× złoto - IRL: 14× platyna - NZL: 7× platyna - SWE: 2× platyna - SWI: 5× platyna - USA: 2× platyna | - Świat: 13 000 000+ - UK: 3 310 000+ - AUS: 670 000+ - CAN: 600 000+ - FIN: 13 158 - GER: 900 000+ - SWI: 200 000+ - USA: 2 800 000+ |
| 2007 | All the Lost Souls - Wydany: 17 września 2007 - Wytwórnia: Atlantic Records - Format: CD/DVD, digital download, LP | 1                            | 1                            | 1                            | 4                            | 1                            | 1                            | 5                            | 13                           | 10                           | 1                            | 1                            | 1                            | 1                            | 2                            | 3                            | 1                            | 21                           | 9                            | 2                            | 1                            | 7                            | - UK: 2× platyna - AUS: platyna - AUT: platyna - BEL: platyna - CAN: 2× platyna - FRA: diament - GER: 2× platyna - IRL: 3× platyna - NZL: platyna - POL: złoto - SWE: złoto - SWI: 3× platyna - USA: złoto                     | - Świat: 4 500 000+ - UK: 758 000+ - AUS: 70 000+ - CAN: 200 000+ - FRA: 500 000+ - GER: 400 000+ - SWI: 60 000+ - USA: 463 000+      |
| 2010 | Some Kind of Trouble - Wydany: 8 listopada 2010 - Wytwórnia: Atlantic Records - Format: CD/DVD, digital download   | 4                            | 5                            | 3                            | 14                           | 2                            | 6                            | 10                           | 17                           | 9                            | 3                            | 2                            | 6                            | 7                            | 2                            | 16                           | 7                            | 14                           | 28                           | 18                           | 1                            | 11                           | - UK: platyna - AUS: platyna - AUT: złoto - BEL: złoto - CAN: złoto - FRA: 2× platyna - GER: platyna - IRL: złoto - NZL: platyna - POL: złoto - SWI: platyna                                                                   | - Świat: 900 000+ - AUS: 70 000+ - CAN: 40 000+ - FRA: 230 000+ - GER: 200 000+ - NZL: 15 000+ - SWI: 20 000+ - USA: 26 000           |
| 2013 | Moon Landing - Wydany: 21 października 2013 - Wytwórnia: Atlantic Records - Format: CD/DVD, digital download       | 2                            | 2                            | 1                            | 12                           | 5                            | 2                            | 12                           | 15                           | 13                           | 5                            | 2                            | 5                            | 7                            | 6                            | 12                           | 4                            | 39                           | 28                           | 9                            | 1                            | 20                           | - UK: platyna - AUS: platyna - AUT: złoto - CAN: złoto - FRA: platyna - GER: 3× złoto - NZL: złoto - SWI: platyna - POL: złoto                                                                                                 | - AUS: 70 000+ - CAN: 40 000+ - FRA: 130 000+ - GER: 300 000+ - NZL: 7 500+ - SWI: 20 000+                                            |

## Albumy koncertowe
| Rok                                                     | Dane dot. albumu | Najwyższe pozycje na listach | Najwyższe pozycje na listach | Najwyższe pozycje na listach | Najwyższe pozycje na listach | Najwyższe pozycje na listach | Najwyższe pozycje na listach | Certyfikat   | Sprzedaż                     |
| Rok                                                     | Dane dot. albumu | BEL (FLA)                    | BEL (WAL)                    | FRA                          | NLD                          | POL                          | SWI                          | Certyfikat   | Sprzedaż                     |
| ------------------------------------------------------- | --- | ---------------------------- | ---------------------------- | ---------------------------- | ---------------------------- | ---------------------------- | ---------------------------- | ------------ | ---------------------------- |
| 2006                                                    | Chasing Time: The Bedlam Sessions - Wydany: 21 lutego 2006 - Wytwórnia: Atlantic Records - Format: CD/DVD, digital download | 3                            | 2                            | 8                            | 17                           | 36                           | 2                            | - SWI: złoto | - FRA: 91 300 - SWI: 15 000+ |
| 2008                                                    | Les Sessions Lost Souls - Wydany: 25 listopada 2008 - Wytwórnia: Warner Music Group - Format: CD/DVD, digital download      | –                            | –                            | 39                           | –                            | –                            | –                            |              | - FRA: 50 000+               |
| „–” oznacza, że album nie był notowany na danej liście. | |                              |                              |                              |                              |                              |                              |              |                              |

## EP
| 2005                                                        | James Blunt: Live From London - Wydany: 28 czerwca 2005 - Wytwórnia: Atlantic Records - Format: digital download       | –  |
| 2005                                                        | James Blunt: Up Close - Wydany: 25 października 2005 - Wytwórnia: Atlantic Records - Format: digital download          | –  |
| 2005                                                        | James Blunt... Live in Berlin - Wydany: 28 października 2005 - Wytwórnia: Atlantic Records - Format: digital download  | –  |
| 2006                                                        | Monkey on My Shoulder EP - Wydany: 4 czerwca 2006 - Wytwórnia: Atlantic Records - Format: CD, digital download         | –  |
| 2008                                                        | Introducing... James Blunt - Wydany: 19 maja 2008 - Wytwórnia: Atlantic Records - Format: digital download             | –  |
| 2008                                                        | James Blunt Live: London Festival '08 - Wydany: 17 lipca 2008 - Wytwórnia: Atlantic Records - Format: digital download | –  |
| 2008                                                        | 12 Days of Christmas EP - Wydany: 8 grudnia 2008 - Wytwórnia: Atlantic Records - Format: digital download              | –  |
| 2014                                                        | Bonfire Heart EP - Wydany: 4 października 2014 - Wytwórnia: Atlantic Records - Format: CD, digital download            | –  |
| 2014                                                        | When I Find Love Again EP - Wydany: 31 października 2014 - Wytwórnia: Atlantic Records - Format: digital download      | 36 |
| 2014                                                        | Smoke Signals EP - Wydany: 15 grudnia 2014 - Wytwórnia: Custard, Atlantic Records - Format: digital download           | –  |
| „–” oznacza, że minialbum nie był notowany na danej liście. | |    |

## Single

### Jako główny artysta
| 2004                                                     | „High”                   | 16  | 42 | 13 | –  | –  | –  | –  | –  | –  | –  | 22 | 18 | 3  | –  | – | –  | –  | 15 | 100 | |                                                                                                | Back to Bedlam       |
| 2005                                                     | „Wisemen”                | 23  | 11 | 15 | –  | –  | 10 | –  | –  | –  | –  | 40 | 36 | –  | 17 | – | 21 | 38 | 23 | –   | |                                                                                                | Back to Bedlam       |
| 2005                                                     | „You’re Beautiful”       | 1   | 2  | 6  | 1  | 3  | 1  | 4  | 43 | –  | 5  | 2  | 1  | –  | 1  | 1 | 4  | 1  | 2  | 1   | - UK: platyna - AUS: platyna - AUT: złoto - BEL: złoto - CAN: 2× platyna - GER: platyna - ITA: platyna - SWE: platyna - SWI: złoto - USA: 2× platyna | - UK: 625 000+ - AUS: 70 000+ - CAN: 160 000+ - GER: 300 000+ - SWI: 15 000+ - USA: 3 000 000+ | Back to Bedlam       |
| 2005                                                     | „Goodbye My Lover”       | 9   | 3  | 36 | 2  | 2  | –  | 9  | –  | –  | 6  | 28 | 13 | –  | 4  | 6 | 19 | 1  | 19 | 66  | - UK: srebro - AUS: platyna - BEL: złoto - ITA: złoto - SWE: złoto - SWI: złoto - USA: złoto                                                         | - AUS: 70 000+ - SWI: 15 000+                                                                  | Back to Bedlam       |
| 2006                                                     | „No Bravery”             | –   | –  | –  | –  | –  | –  | –  | –  | –  | 15 | –  | –  | –  | –  | – | –  | –  | –  | –   | |                                                                                                | Back to Bedlam       |
| 2007                                                     | „1973”                   | 4   | 11 | 1  | 3  | 1  | 58 | 9  | –  | 11 | –  | 2  | 5  | 2  | 3  | 7 | 9  | 7  | 1  | 73  | - UK: srebro - AUT: złoto - BEL: złoto - GER: złoto                                                                                                  | - GER: 150 000+                                                                                | All the Lost Souls   |
| 2007                                                     | „Same Mistake”           | 57  | –  | 12 | –  | –  | 69 | 26 | –  | –  | –  | 27 | –  | 19 | 48 | – | –  | 25 | 21 | –   | |                                                                                                | All the Lost Souls   |
| 2008                                                     | „Carry You Home”         | 20  | –  | 50 | –  | –  | –  | 37 | –  | –  | –  | 43 | –  | –  | 75 | – | –  | –  | 16 | –   | |                                                                                                | All the Lost Souls   |
| 2008                                                     | „I Really Want You”      | 171 | –  | –  | –  | –  | 75 | –  | –  | –  | –  | –  | –  | –  | –  | – | –  | –  | –  | –   | |                                                                                                | All the Lost Souls   |
| 2008                                                     | „Love, Love, Love”       | 121 | –  | –  | –  | –  | –  | –  | –  | –  | –  | –  | –  | –  | –  | – | –  | –  | 59 | –   | |                                                                                                | All the Lost Souls   |
| 2010                                                     | „Stay the Night”         | 26  | 10 | 6  | 7  | 4  | 53 | –  | 26 | 19 | 31 | 4  | 28 | 3  | 13 | – | 13 | 44 | 1  | 94  | - AUS: platyna - GER: złoto - NZL: złoto | - UK: 110 000+ - AUS: 70 000+ - GER: 150 000+                                                  | Some Kind of Trouble |
| 2011                                                     | „So Far Gone”            | –   | –  | 40 | –  | –  | –  | –  | –  | –  | 82 | –  | –  | –  | –  | – | –  | –  | –  | –   | |                                                                                                | Some Kind of Trouble |
| 2011                                                     | „If Time Is All I Have”  | –   | 53 | –  | –  | –  | –  | –  | –  | –  | –  | –  | –  | –  | –  | – | –  | –  | –  | –   | |                                                                                                | Some Kind of Trouble |
| 2011                                                     | „I’ll Be Your Man”       | –   | –  | 45 | –  | –  | –  | –  | –  | –  | 40 | –  | –  | –  | –  | – | –  | –  | 64 | –   | |                                                                                                | Some Kind of Trouble |
| 2011                                                     | „Dangerous”              | –   | –  | –  | –  | –  | –  | –  | –  | –  | –  | –  | –  | –  | –  | – | –  | –  | –  | –   | |                                                                                                | Some Kind of Trouble |
| 2013                                                     | „Bonfire Heart”          | 4   | 3  | 1  | 22 | 15 | 51 | –  | 30 | –  | 26 | 1  | 13 | 9  | 52 | – | 8  | 42 | 1  | –   | - UK: złoto - AUS: 3× platyna - AUT: złoto - CAN: złoto - GER: platyna - ITA: platyna - NZL: złoto - SWE: platyna - SWI: platyna                     | - AUS: 210 000+ - CAN: 40 000+ - GER: 300 000+ - NZL: 7 500+ - SWE: 40 000+ - SWI: 30 000+     | Moon Landing         |
| 2014                                                     | „Heart to Heart”         | 42  | 26 | 10 | –  | –  | –  | –  | –  | –  | –  | 17 | –  | 8  | –  | – | –  | –  | 23 | –   | - AUS: złoto - ITA: platyna | - AUS: 35 000+                                                                                 | Moon Landing         |
| 2014                                                     | „Postcards”              | 90  | –  | 10 | –  | –  | –  | –  | –  | –  | –  | 50 | –  | –  | –  | – | –  | –  | 31 | –   | - ITA: złoto |                                                                                                | Moon Landing         |
| 2014                                                     | „When I Find Love Again” | 78  | 27 | 44 | –  | –  | –  | –  | –  | –  | –  | 78 | –  | –  | –  | – | –  | –  | 59 | –   | |                                                                                                | Moon Landing         |
| „–” oznacza, że singel nie był notowany na danej liście. |                          |     |    |    |    |    |    |    |    |    |    |    |    |    |    |   |    |    |    |     | |                                                                                                |                      |

### Z gościnnym udziałem
| Rok                                                      | Tytuł                                                   | Najwyższe pozycje na listach | Najwyższe pozycje na listach | Najwyższe pozycje na listach | Najwyższe pozycje na listach | Najwyższe pozycje na listach | Najwyższe pozycje na listach | Najwyższe pozycje na listach | Certyfikat                | Sprzedaż       | Album                 |
| Rok                                                      | Tytuł                                                   | AUT                          | BEL (WAL)                    | ESP                          | FRA                          | GER                          | ITA                          | SWI                          | Certyfikat                | Sprzedaż       | Album                 |
| -------------------------------------------------------- | ------------------------------------------------------- | ---------------------------- | ---------------------------- | ---------------------------- | ---------------------------- | ---------------------------- | ---------------------------- | ---------------------------- | ------------------------- | -------------- | --------------------- |
| 2008                                                     | „Je réalise” (Sinik)                                    | –                            | 11                           | –                            | 3                            | –                            | –                            | 38                           |                           | - FRA: 51 830  | Le toit du monde      |
| 2009                                                     | „Primavera in Anticipo (It Is My Song)” (Laura Pausini) | 1                            | 23                           | 21                           | –                            | 16                           | 5                            | 5                            | - AUT: złoto - SWI: złoto | - SWI: 10 000+ | Primavera in anticipo |
| 2017                                                     | „OK” – Robin Schulz (gośc. James Blunt)                 |                              |                              |                              |                              |                              |                              |                              | - POL: 2x platynowa płyta | - POL: 40 000+ | Uncovered             |
| „–” oznacza, że singel nie był notowany na danej liście. |                                                         |                              |                              |                              |                              |                              |                              |                              |                           |                |                       |

## Pozostałe utwory
| Rok  | Utwór                                       | Album                          | Uwagi                                               |
| ---- | ------------------------------------------- | ------------------------------ | --------------------------------------------------- |
| 2005 | „I Want You”                                | Listen to Bob Dylan: A Tribute | Cover utworu Boba Dylana.                           |
| 2006 | „If There’s Any Justice”                    | Radio 1's Live Lounge          | Cover utworu Lemara.                                |
| 2007 | „Dear Self (Can I Talk to You)”             | The Solution                   | Gościnny występ w utworze Beanie Sigela.            |
| 2011 | „Why Do I Fall”                             | Titeuf Original Soundtrack     | Utwór nagrany na ścieżkę dźwiękową do filmu Titeuf. |
| 2014 | „I Guess That’s Why They Call It the Blues” | BBC Radio 2: Sounds of the 80s | Cover utworu Eltona Johna.                          |

### Notowane na listach
| Rok                                                     | Tytuł          | Najwyższe pozycje na listach | Najwyższe pozycje na listach | Album        |
| Rok                                                     | Tytuł          | FRA                          | SWI                          | Album        |
| ------------------------------------------------------- | -------------- | ---------------------------- | ---------------------------- | ------------ |
| 2013                                                    | „Face the Sun” | 133                          | –                            | Moon Landing |
| 2013                                                    | „The Only One” | –                            | 49                           | Moon Landing |
| „–” oznacza, że utwór nie był notowany na danej liście. |                |                              |                              |              |

## DVD
| Rok  | Dane dot. wydawnictwa                                                                                        | Certyfikat                                                     | Sprzedaż                      |
| ---- | --- | -------------------------------------------------------------- | ----------------------------- |
| 2006 | Chasing Time: The Bedlam Sessions (DVD) - Wydany: 21 lutego 2006 - Wytwórnia: Atlantic Records - Format: DVD | - UK: 2× platyna - AUS: 5× platyna - GER: platyna - SWE: złoto | - AUS: 75 000+ - GER: 50 000+ |
| 2008 | Les Sessions Lost Souls - Wydany: 25 listopada 2008 - Wytwórnia: Atlantic Records - Format: DVD              |                                                                |                               |
| 2011 | Trouble Revisited - Wydany: 6 grudnia 2011 - Wytwórnia: Atlantic Records - Format: DVD                       |                                                                |                               |
| 2014 | Moon Landing – Apollo Edition - Wydany: 21 października 2014 - Wytwórnia: Atlantic Records - Format: DVD     |                                                                |                               |

## Teledyski

### Jako główny artysta
| Rok  | Singel                   | Reżyser        |
| ---- | ------------------------ | -------------- |
| 2004 | „High”                   | Mark Davis     |
| 2005 | „Wisemen”                | Mark Davis     |
| 2005 | „You’re Beautiful”       | Sam Brown      |
| 2005 | „High” (wersja druga)    | Sam Brown      |
| 2005 | „Goodbye My Lover”       | Sam Brown      |
| 2006 | „Wisemen” (wersja druga) | Paul Minor     |
| 2006 | „No Bravery”             | Paul Heyes     |
| 2007 | „1973”                   | Paul R. Brown  |
| 2007 | „Same Mistake”           | Jonas Åkerlund |
| 2008 | „Carry You Home”         | Jake Nava      |
| 2008 | „I Really Want You”      | Jim Canty      |
| 2008 | „Love, Love, Love”       | Kinga Burza    |
| 2010 | „Stay the Night”         | Ray Kay        |
| 2011 | „So Far Gone”            | Marc Klasfeld  |
| 2011 | „If Time Is All I Have”  | Marc Klasfeld  |
| 2011 | „I’ll Be Your Man”       | Giorgio Testi  |
| 2011 | „Dangerous”              | Luc Janin      |
| 2013 | „Bonfire Heart”          | Vaughan Arnell |
| 2014 | „Heart to Heart”         | Vaughan Arnell |
| 2014 | „Postcards”              | Vaughan Arnell |
| 2014 | „When I Find Love Again” | Vaughan Arnell |

### Z gościnnym udziałem
| Rok  | Tytuł                                   | Artysta       | Reżyser          |
| ---- | --------------------------------------- | ------------- | ---------------- |
| 2008 | „Je réalise”                            | Sinik         | Thomas Peké      |
| 2009 | „Primavera in anticipo (It Is My Song)” | Laura Pausini | Gaetano Morbioli |